# Retorica bizantina
La retorica bizantina seguiva in gran parte i precetti dell'antica retorica greca, in particolare quelli appartenenti alla seconda sofistica che si originò fin dal tempo di Augusto e durò fino al V secolo d.C..
La retorica fu la materia di studi più importante e difficile che veniva insegnata nell'istruzione bizantina. L'interesse ebbe origine dal Pandidakterion a Costantinopoli all'inizio del V secolo. L'università infatti esaltò lo studio di questa materia istituendo otto cattedre di studio, cinque in greco e tre in latino.
Lo studio della retorica bizantina fornì competenze e abilità ai cittadini per ottenere incarichi pubblici al servizio dell'imperatore oppure incarichi al servizio della Chiesa.